# Vestervig
Vestervig er en by i Thy med 561 indbyggere  (2025), beliggende i Vestervig Sogn. Byen ligger i Region Nordjylland og hører til Thisted Kommune.
Nær byen ligger Danmarks og hele Nordens største landsbykirke, Vestervig Kirke, en rest af Vestervig Kloster.
Vestervig bestod i 1682 af 11 gårde. Det dyrkede land udgjorde 15,5 tønder land skyldsat til 37,58 tønder hartkorn. Driftsformen var græsmarksbrug, det såkaldte limfjordssystem. Limfjordssystemet bestod i en kombination af alsædejord, brødjord og udmarkshavreland. Alsædejorden, der lå nærmest landsbyen, blev dyrket med sædskiftet byg-byg-vårrug-havre eller varianter heraf, og efter den sidste afgrøde blev jorden gødet på ny. Undertiden blev der sået blandinger af vårrug og havre, Brødjorden fik hvile. Sædskiftet kunne variere men bestod hyppigt i byg-rug-blandkorn-havre efterfulgt af en hvileperiode på 4-6 år. Havrelandet blev kun besået med havre, som regel 2 sjældnere 3-4 havreafgrøder efterfulgt af hvile i 6-12 år.
Vestervig havde i 1801 59 indbyggere, i 1840 81 indbyggere, i 1860 123 indbyggere, i 1870 149 indbyggere, i 1880 194 indbyggere.
I midten af 1870-erne var Vestervig endnu herredets hovedby med kirke, præstegård, skole, apotek, distriktslægebolig, tingsted for Hassing-Refs Herred, arresthus, kro og befordringsstation, og var valgsted for amtets 3. folketingskreds. Herredsfogeden boede mod vest, på Oxelbøls jorder.
I 1890 bestod Vestervig af 31 huse og havde 206 indbyggere. Byen havde ting- og arresthus (tinghuset var blevet opført omkring 1835 og bestod af et grundmuret hus i to stokværk, indeholdende blandt andet retssal, arkiv og bolig for arrestforvareren. Arresthuset, hvis to fløje blev opført i 1860’erne og 1873, havde plads for 12 arrestanter), desuden herredsfogedbolig, amtssygehus (opført 1853, med 18 senge), apotek, distriktslæge, teknisk skole, privat skole, Hassing-Refs Herreders Sparekasse (oprettet 8. august 1871), Landbosparekassen for Thy (oprettet 9. maj 1886), gæstgiveri, håndværkerforening, flere håndværkere, købmandsforretninger, teglværk, andelsmejeri, vindmølle, bageri med mere, telegraf- og statstelefonstation og postkontor samt sessionssted for lægd 219-20 og 223-42. Byen var i virkeligheden delt i to: den gamle landsby mod nord med klosteruinen, ruinen efter Sankt Thøgers Kirke, den gamle klosterkirke, klostermøllen (vejrmølle), præstegård, fattighus, smedje og skole, og en landevejsby ca 1 km mod syd med sygehus, lægebolig, tinghus, postkontor, kro, herredsfogedbolig, teglværk, mølle og smedje.
Omkring århundredeskiftet havde Vestervig således udviklet sig til et mindre egnscenter. I det 20. århundrede stagnerede landsbyen i nord, mens vejbyen fortsat udviklede sig. Befolkningstallet voksede til 267 indbyggere i 1901, 336 indbyggere i 1906, 370 indbyggere i 1911, 393 indbyggere i 1916, 466 indbyggere i 1921, 468 indbyggere i 1925, 485 indbyggere i 1930, 574 indbyggere i 1935, faldt til 518 indbyggere i 1940, nåede 566 indbyggere i 1945 og 643 indbyggere i 1950, men svækkedes til 639 indbyggere i 1955 og 573 indbyggere i 1960.